# Apoclima haeselbarthi
Apoclima haeselbarthi är en stekelart som beskrevs av Rossem 1987. Apoclima haeselbarthi ingår i släktet Apoclima och familjen brokparasitsteklar. Inga underarter finns listade i Catalogue of Life.